# Discrete and Continuous Dynamical Systems
Discrete and Continuous Dynamical Systems ist eine in englischer Sprache erscheinende mathematische Fachzeitschrift, die vom American Institute of Mathematical Sciences seit 1995 herausgegeben wird. Sie veröffentlicht Arbeiten über Theorie, Methoden und Anwendungen von Analysis, Differentialgleichungen und Dynamischen Systemen.
Discrete and Continuous Dynamical Systems - Series S erscheint seit 2008 und veröffentlicht Themenhefte.